# Буревестник-24
Буревестник-24 — российский экспериментальный пассажирский поршневой экраноплан оригинальной конструкции. Авторы проекта относят его к категории «катер-амфибия», что, по их мнению, должно облегчить его сертификацию в качестве судна и тем самым сделать проект более рентабельным.

## Основные сведения
Компоновка машины отличается от традиционной схемы экранолёта, при которой используется поддув под крыло от двигателей, расположенных спереди. Создатели «Буревестника-24» использовали конструкцию типа биплан с двигателями, расположенными на верхнем крыле, повёрнутыми назад с толкающими винтами.
Силовая установка состоит из двух поршневых 12-цилиндровых V-образных двигателей AviaSmart B-V12K мощностью 412 л. с. каждый. Для топливной эффективности применена цифровая система управления силовой установкой, в том числе синхронизирующая тягу двух винтов.
6-лопастные толкающие винты, помещённые в кольцевые каналы, выполнены из углепластика.
Экранолёт состоит из модулей, и в разобранном виде помещается в стандартный морской контейнер.

## История создания
Первой была построена 16-местная машина для отработки гидродинамических устройств; затем была создана 20-местная модель. «Буревестник» для 24 пассажиров является развитием третьего этапа. По мнению руководителей проекта, должен последовать четвёртый этап — строительство 100-местной амфибии, однако сообщений об этом ни в прессе, ни на сайте производителей не было.
По состоянию на 2016 год на стадии испытаний, базируется в Подмосковных Мытищах.

## Технические характеристики
- Экипаж: 1—2 чел.
- Пассажиры: 24 чел.
- Масса снаряжённая: 4 т
- Полезная нагрузка: 3,5 т
- Крейсерская скорость: свыше 200 км/ч
- Дальность полёта: 2000 км
- Силовая установка: два двигателя AviaSmart B-V12K, каждый мощностью 421/350 л. с. (максимальная/крейсерская).